# ОШ „Вук Караџић” Лесковац
ОШ „Вук Караџић” у Лесковцу је основана 1940. године.

## Историја
Школа је саграђена и почела са радом 1940. године. Тада је радила као четворогодишња школа. Дограђена је и адаптирана 1960. и тада је почела да ради као осмогодишња школа. Првог септембра 1984. почиње са радом издвојено одељење у Бобишту.

## Лична карта школе
Школу похађа 702 ученика, распорешђена у 34 одељења. У централној школи налази се 21, а у издвојеном одељењу у Бобишту 13 одељења.

## Школа јуче и данас
Много је ученика и наставника прошло овом школом. Већина је оставила велики траг и постала њен неизбрисиви део. Школа поседује фискултурну салу, кабинете за хемију, физику, мултимедијални кабинет, библиотеку.
Основна функција образовања и васпитања је у потпуности надограђена специфичношћу и различитошћу школе. Већ четири године функционише продужени боравак за ученике првог и другог разреда. Крајем јуне ће бити организован пријемни испит за упис треће генерације ученика седмог разреда са територије Града , надарених за природне науке. Они ће ући у клупе ОШ "Вук Караџић" као ученици специјализовног математичког одељења. Ученици школе су у могућности да факултативно похађају наставу кинсеког језика, коју изводе наставници из Кине. Две генерације ученика су положиле испит у оквиру Школе знаковног језика. 

### Школска библиотека
Школска библиотека поседује 6.200 библиотечких јединица. Осим основне функције издавања књига , библиотека има читаву лепезу дешавања. Простор библиотеке се користи за састанке Школског одбора, Педагошког колегијума, Тимова и Актива. Место је одржавања секција у шаху, припрема ученика за такмичење. У оквиру прославе Дана школе често се организују литерарне вечери. Наставници често користе богату стручну литературу и припремају се за наставу. Са ученицима се у оквиру Ђачког парламента, а и мимо њега, организују радионице различитог типа. У овом простору се обележаају различити значајни датуми.